# Czy można się przysiąść
Czy można się przysiąść – polski film z 1999 roku. Został nakręcony w październiku 1998.

## Obsada aktorska
- Stanisław Tym − pan mecenas
- Jerzy Tyczyński − starszy pan
- Jacek Borusiński − kelner
- Ryszard Kotys − kelner
- Marcin Bosak − om
- Bronisław Brandt - pan cynaderka